# 甘露寺清長
甘露寺 清長（かんろじ きよなが）は、室町時代前期の公卿。権大納言・甘露寺兼長の子。官位は従三位・権中納言。

## 経歴
右兵衛権佐を経て、応永6年（1399年）3月27日、五位蔵人に任じられる。正五位下に加階の後、応永8年（1401年）に右少弁。応永13年（1406年）4月23日に蔵人を辞して、同年8月17日に左少弁に転じる。翌14年、右中弁。
応永18年（1411年）11月25日に後小松天皇の蔵人頭に任ぜられると共に右大弁に昇進し、正四位上に加階された。引き続き称光天皇の蔵人頭を経て、応永20年（1413年）2月1日に左大弁兼参議となり、5月1日に従三位に叙される。5月20日に甘露寺家では初となる伝奏に任ぜられるが、6月24日（7月21日）には出仕停止を命じられ、伝奏を解任される。翌応永21年（1414年）3月16日に近江権守を兼任するも、8月29日に34歳で薨去、死の前日に権中納言に任ぜられた。
子・忠長はまだ幼く、弟・房長が家督を継いだが、この事が後に紛争を招くことになった。

## 系譜
- 父：甘露寺兼長（1357-1422）
- 母：日野時光娘
- 妻：不詳
  - 男子：甘露寺忠長（1394?-1436）